# Lasarettsparken
Lasarettsparken är en park på Väster i Jönköping, som utgör ett helt kvarter mellan Klostergatan, Oxtorgsgatan, Fabriksgatan och Lasarettsgatan. Den tillkom i samband med anläggandet på 1870-talet av Jönköpings läns centrallasarett i kvarteret Hälsan bredvid samt den nya Västra folkskolan tvärs över Klostergatan år 1881.
Vid Lasarettsparken ligger vårdcentralerna Bra Liv Hälsan 1 och Bra Liv Hälsan 2, vilka drivs av Region Jönköping.
Vid Lasarettsparken på Lasarettsgatan har på 2020-talet uppförts ett 40 meter högt bostadshus i 14 våningar.

## Bildgalleri

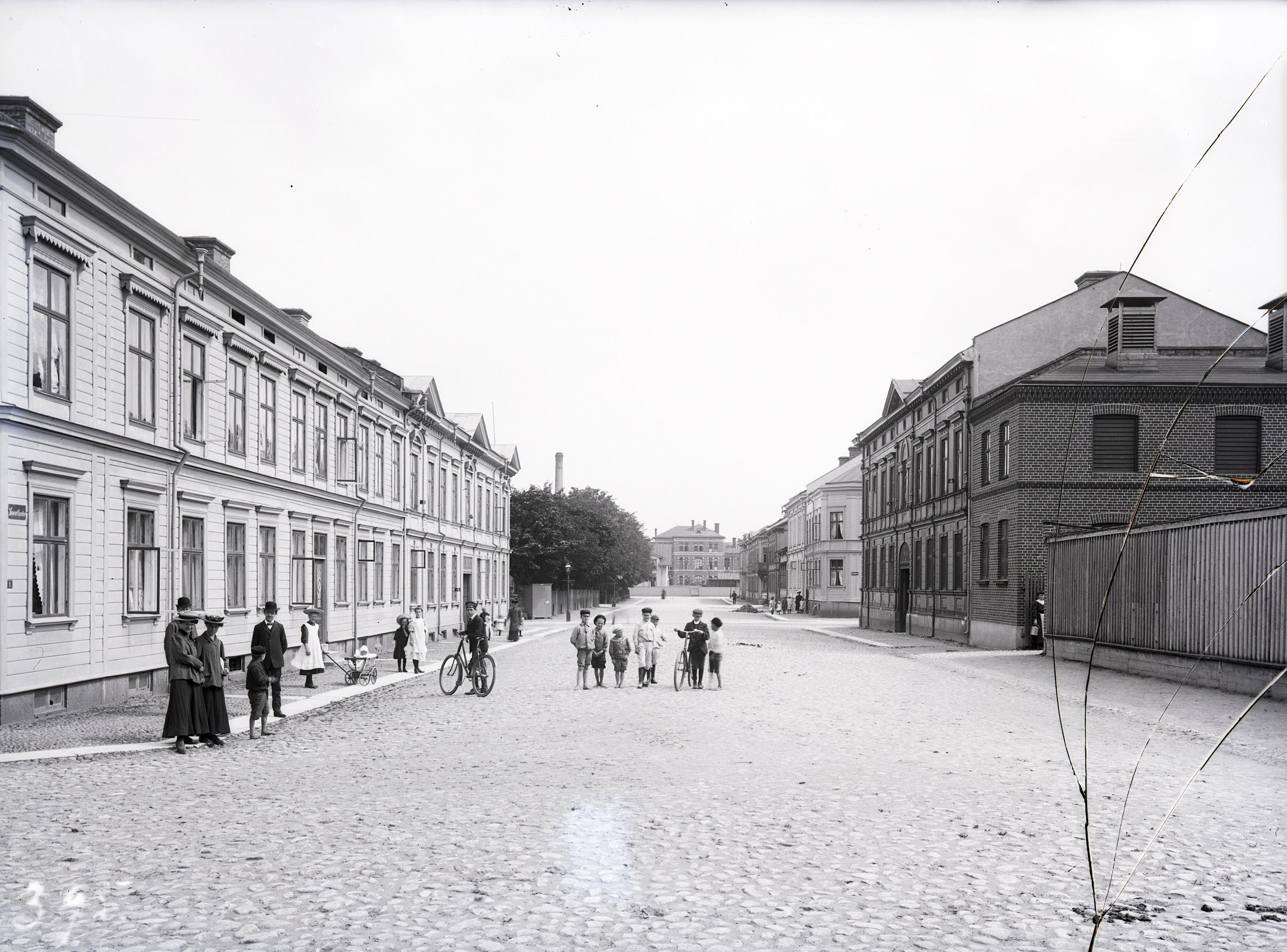
Lasarettsgatan västerut mot lasarettet. Till vänster ses träden i Lasarettsparken.
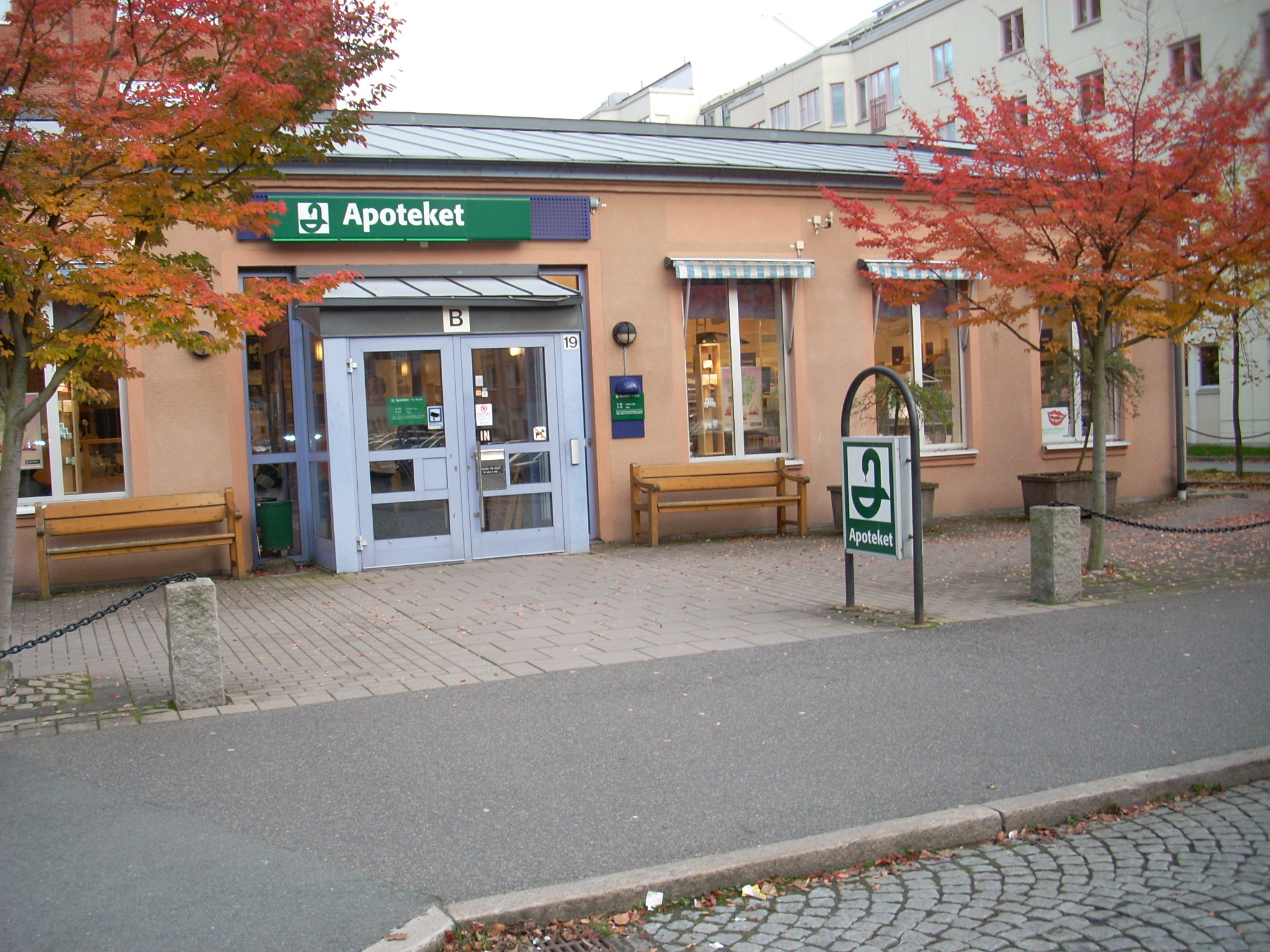
Apoteket vid Lasarettsparken, 2007
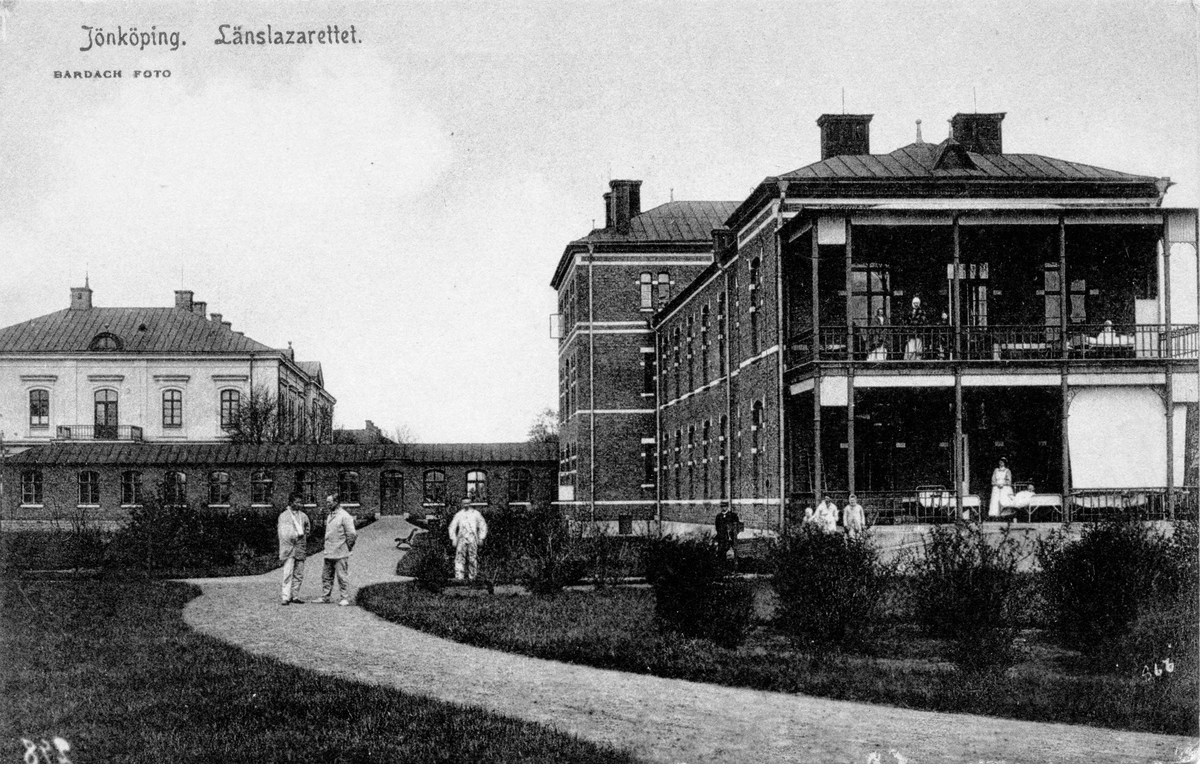
Jönköpings läns centrallasarett